# ئی‌ام‌دی اس‌دی۴۰تی-۲
ئی‌ام‌دی اس‌دی۴۰تی-۲ (انگلیسی: EMD SD40T-۲) یک لوکوموتیو دیزلی ساخت شرکت جنرال موتورز الکترو-موتیو دیویژن است.
این لوکوموتیو که مابین سال‌های ۱۹۷۴ تا ۱۹۸۰ تولید می‌شده دارای ۱۶ سیلندر و ۳۰۰۰ اسب بخار قدرت بوده است.